# Eurycnema nigrospinosa
Eurycnema nigrospinosa är en insektsart som beskrevs av Ludwig Redtenbacher 1908. Eurycnema nigrospinosa ingår i släktet Eurycnema och familjen Phasmatidae. Inga underarter finns listade i Catalogue of Life.